# Alenquer
Pour les articles homonymes, voir Alenquer (homonymie).
Alenquer est une des 16 municipalités du district de Lisbonne. Elle compte 44 445 habitants pour une surface de 304,2 km2.

## Géographie
Alenquer est limitrophe :
- au nord, de Cadaval,
- à l'est, de Azambuja,

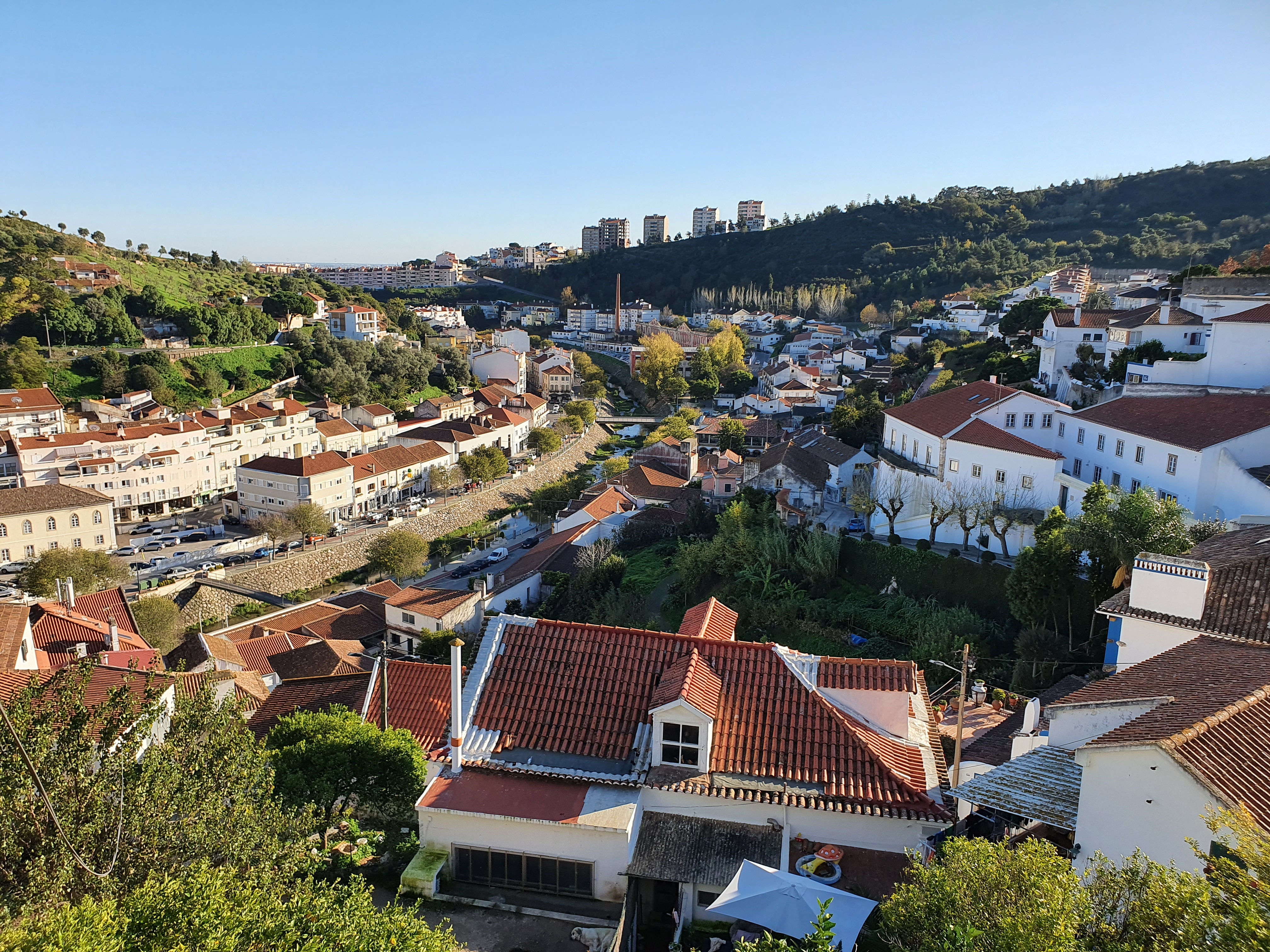
Vue d'Alenquer depuis la Praça Luís de Camões

- au sud, de Vila Franca de Xira et Arruda dos Vinhos,
- au sud-ouest, de Sobral de Monte Agraço,
- à l'ouest, de Torres Vedras.

## Démographie
| 1864   | 1878   | 1890   | 1900   | 1911   | 1920   | 1930   | 1940   | 1950   |
| ------ | ------ | ------ | ------ | ------ | ------ | ------ | ------ | ------ |
| 17 443 | 19 764 | 22 976 | 24 774 | 26 340 | 27 168 | 30 015 | 32 597 | 34 477 |

| 1960   | 1970   | 1981   | 1991   | 2001   | 2011   | 2021   | - | - |
| ------ | ------ | ------ | ------ | ------ | ------ | ------ | - | - |
| 34 998 | 32 586 | 34 575 | 34 098 | 39 180 | 43 267 | 44 445 | - | - |

## Subdivisions
- Abrigada
- Aldeia Galega da Merceana
- Aldeia Gavinha
- Cabanas de Torres
- Cadafais
- Carnota
- Carregado
- Meca
- Olhalvo
- Ota
- Pereiro de Palhacana
- Ribafria
- Santo Estêvão
- Triana
- Ventosa
- Vila Verde dos Francos (en)

## Manifestations sportives
- Critérium d'Alenquer, réservé aux coureurs professionnels qui s'est disputé de 1945 à 2011[1].

## Personnalité
- Sebastião Tapajós (1943-2021), compositeur et guitariste, né à Alenquer.
- Damião de Góis (1502-1574), philosophe portugais.